# Matías de Torres

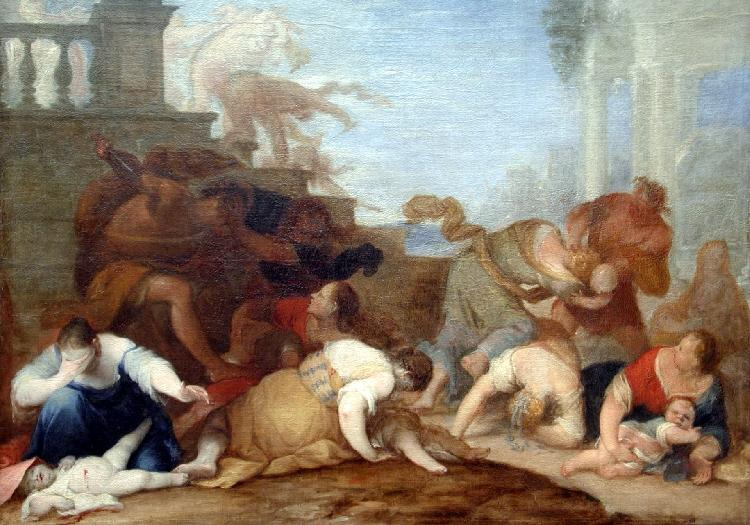
Degollación de los inocentes, 1660. Óleo sobre lienzo, 124 x 166 cm. Museo de Zamora.

Matías de Torres (Aguilar de Campoo, 1635-Madrid, 1711), pintor barroco español, natural de Aguilar de Campoo (Palencia), puede ser considerado uno de los epígonos de la escuela madrileña del siglo XVII.

## Biografía

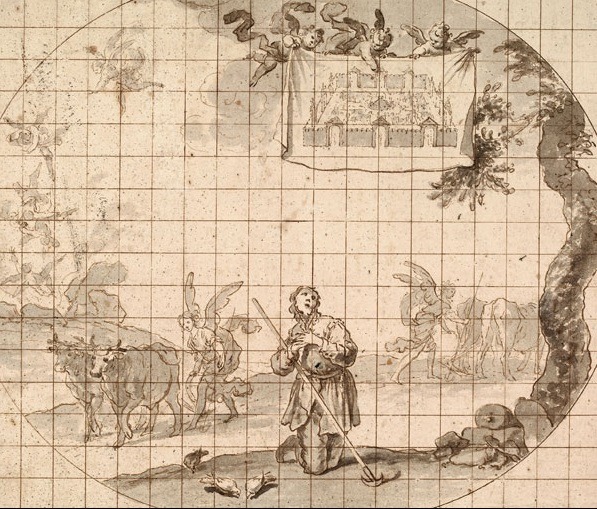
San isidro Labrador en oración, dibujo preparatorio para una de las pinturas del arco de la Puerta del Sol con motivo de la entrada en Madrid de la reina María Luisa de Orleans. Lápiz, tinta y aguada sepia, 216 x 257 mm, Londres, British Museum.

Ya en 1646 se encontraba en Madrid, iniciándose en la pintura en el taller de su tío materno, Tomás Porrino, «pintor vulgar, y de tienda» según lo califica Antonio Palomino, con quien poco pudo aprender. Más adelante, hacia 1657, entró en contacto con Francisco de Herrera el Mozo y con «la asistencia a las célebres academias de aquel tiempo feliz, y el trato de los pintores insignes que produjo aquella edad, mudó de estilo y entró en corrección, de suerte que llegó a ser por su camino uno de los eminentes de esta facultad», según seguía diciendo Palomino.
Casó en Madrid en 1653 con María Montero, de cuyo matrimonio nacieron dos hijas que, siempre de acuerdo con la biografía de Palomino, «tuvieron la habilidad de pintar laminitas», y un hijo llamado Gabriel, pintor de ejecutorias ayudándose de los dibujos paternos, aunque ninguno le sobrevivió. Buen pintor al temple, en 1671 participó en las decoraciones efímeras por la canonización de Santa Rosa de Lima y en 1679 formó compañía con Claudio Coello y José Jiménez Donoso para ocuparse de las pinturas del arco alzado en la Puerta del Sol con motivo de la entrada en Madrid de la reina María Luisa de Orleans, primera esposa de Carlos II. Colaboró también con Coello y Donoso en la decoración de las habitaciones que debía ocupar la reina en el viejo alcázar madrileño, y los tres junto con Diego González de la Vega se obligaron a realizar los grabados que debían ilustrar el libro que se proyectaba realizar con motivo de la entrada, para el que Torres abrió las láminas dedicadas a los ornatos de la Puerta del Sol, por los que en 1685 cobró del ayuntamiento de Madrid 2700 reales.
Habiendo sido, según Palomino, «hombre de gran fausto, muy bien portado, respetuoso, y de linda traza», viudo y fallecidas las hijas a las que había dotado espléndidamente, comenzó a declinar, hasta caer en la miseria. A partir de 1682 comenzaron a reclamársele deudas que el pintor no podía pagar: en 1686 llegó a ingresar en la cárcel por deudas y en 1690 todavía reclamaba el pago de lo que se le adeudaba por las láminas de la entrada de María Luisa de Orleans, alegando la necesidad que tenía de ello por hallarse desahuciado, debiendo recurrir a la ayuda de los amigos.
En 1696 los pintores de Madrid le otorgaron poder junto con Antonio Palomino para pleitear en la vieja cuestión de la Hermandad de los Siete Dolores, que obligaba a los pintores a sacar su imagen en procesión, a lo que parte de ellos se negaban por considerar que la obligación equiparaba el arte de la pintura a los oficios mecánicos. Incapacitado para pintar, fue acogido en su casa por un grabador que se servía de sus dibujos. Falleció en Madrid en 1711, siendo enterrado de limosna en la parroquia de San Luis.

## Obra

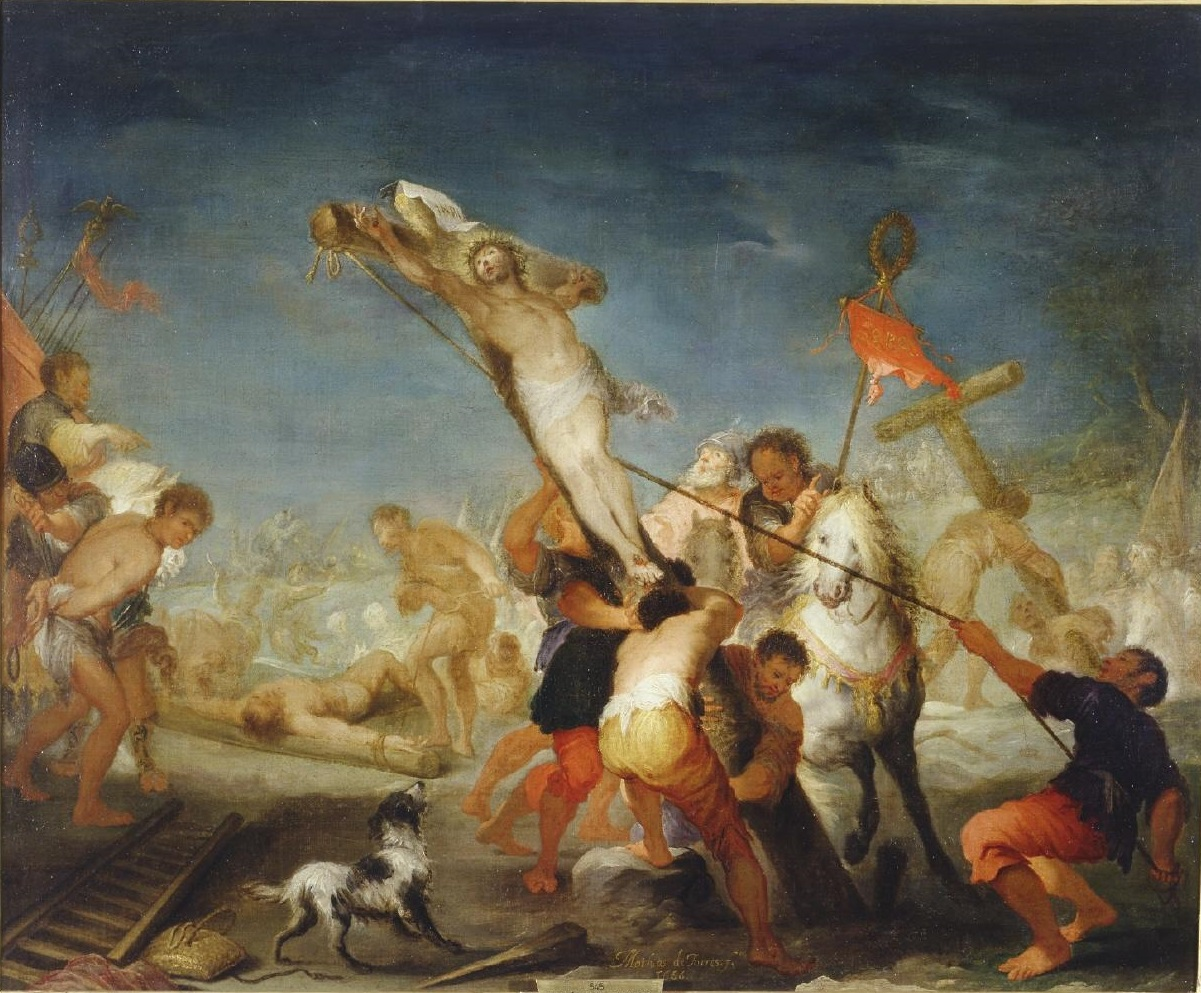
Erección de la cruz, 1666. Óleo sobre lienzo, 92 x 125 cm. Madrid, Real Academia de Bellas Artes de San Fernando.

Matías de Torres abordó gran variedad de temas y géneros con un estilo personal aunque derivado de su proximidad a Francisco de Herrera el Mozo y de los modelos de Rubens y Bassano, caracterizado por el dinamismo de las composiciones, la técnica abreviada, casi abocetada y el estudio de la luz y el claroscuro con variados efectos de contraluz. Ese interés por los efectos lumínicos a la manera de Herrera, llevado al extremo, podía hacer que, según Palomino, iluminando una parte de la obra, aunque no fuese la principal, dejase lo demás demasiadamente oscuro, origen de una anécdota protagonizada por el pintor Francisco de Solís, a quien ante el San Diego pintado por Torres en la iglesia de los mínimos, preguntaron qué santo era aquél y como la luz incidía solo en el brazo respondió sarcástico que era San brazo, respuesta, dice Palomino, «que aunque tuviese algo de mordacidad, tiene mucho de documento: porque a la verdad, la figura principal del asunto, o el héroe de la historia, debe gozar de la luz, y dominar todo, de suerte que luego se haga por ella manifiesto el argumento».
Perdidas en gran parte las numerosas pinturas para las iglesias de Madrid citadas por Antonio Palomino, casi todas las obras conservadas son lienzos de pequeño tamaño, acordes con su sensibilidad delicada y su afición por la miniatura en la que educó a sus hijos.
De las pinturas de altar se han conservado las del retablo de la iglesia de la Santísima Trinidad en Atienza (Guadalajara). Ejecutadas entre 1668 y 1670, el periodo de máxima brillantez y fogoso colorido del artista, tratan infrecuentes temas del Antiguo Testamento (Esaú y Jacob, Jacob luchando con el ángel, la Construcción del Templo de Salomón, y Raquel escondiendo los ídolos). A este momento inicial pertenece la Degollación de los inocentes del Museo de Zamora, firmada por Matías de Torres en 1660, procedente de la iglesia de San Jerónimo el Real, donde Palomino dice que eran muchas las obras de Torres en los claustros alto y bajo, y también una de sus obras más célebres y con mayor influencia rubeniana, la Erección de la Cruz de la Real Academia de San Fernando, firmada en 1668, con su potente iluminación de fondo y colores acuarelados. En el mismo museo se guardan un San Jerónimo con Santa Paula y San Matías adorado por el emperador Carlos V, obras mencionadas por Palomino en el monasterio de San Jerónimo de Madrid, correspondientes a una etapa más madura y serena, a la que corresponden otras pinturas devocionales como el San José de las Descalzas Reales, firmado en 1696, y la Presentación del Niño Jesús en el templo del Museo del Ermitage, un año posterior. El Museo del Prado guarda un retrato póstumo de La infanta sor Margarita de la Cruz, archiduquesa de Austria, hija del emperador Maximiliano II y de María de Austria, del que se conocen otra versión en el monasterio de las Descalzas Reales en el que profesó de edad de diecisiete años, que Matías de Torres hubo de copiar de un original perdido pues fallecida en 1633, no la pudo conocer.
Pero además Palomino dice que fue también pintor de paisajes, historiejas y batallas, de lo que existe confirmación documental, además de realizar algún bodegón y de proporcionar las figuras para guirnaldas de Gabriel de la Corte. Como pintor de batallas debió de gozar de cierta fama, aunque ello le mortificase por tratarse de un género «de tienda», según se desprende de una conocida anécdota transmitida por Palomino:

y sucedió, que habiendo comprado un caballero unas batallas suyas, de las que sacaban a vender en Palacio; preguntó dónde vivía el artífice, porque quería otras. Dijéronselo, y fue a buscarle; y habiendo preguntado, si vivía allí uno que pintaba batallas, salió él, y dijo: Señor mío, yo no pinto solo batallas, que también pinto historias, santos, y retratos, aunque sean del demonio; y retrataré a su merced si gustare.